# Greater Kashmir
Greater Kashmir is een Engelstalige krant die uitkomt in Jammu en Kasjmir, India. Het blad wordt gedrukt in Srinagar. De krant begon in 1987 als een weekblad. Het dagblad is eigendom van GK Communications, de hoofdredacteur is Fayaz Ahmad Kaloo (2012).